# Ferdinand André Fouqué

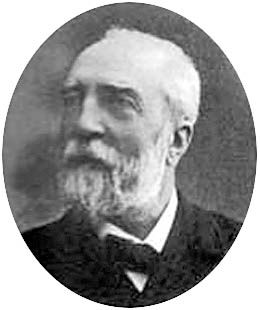
Ferdinand André Fouqué (c. 1890).

Ferdinand André Fouqué (* 21. Juni 1828 in Mortain, Département Manche; † 7. März 1904) war ein bedeutender französischer Geologe.

## Leben
Mit 21 Jahren wurde er in die École Normale in Paris aufgenommen und hatte dort von 1853 bis 1858 das Amt des Verwalters der wissenschaftlichen Sammlungen inne. 1877 wurde er Professor für Naturgeschichte am Collège de France in Paris und wurde 1881 zum Mitglied der französischen Akademie der Wissenschaften gewählt. 1899 wählte ihn die Accademia Nazionale dei Lincei in Rom zum auswärtigen Mitglied.
Als stratigraphischer Geologe unterstützte er die geologische Aufnahme Frankreichs, doch dann wandte er seine Aufmerksamkeit auf das Studium vulkanischer Phänomene und Erdbeben, auf Mineralien und Gesteine, und er führte in Frankreich moderne petrographische Methoden ein.
Erwähnenswert sind seine Studien eruptiver Gesteine von Korsika, Santorin, Methana und anderen Orten, seine Untersuchungen über die künstliche Nachbildung eruptiver Gesteine und seine Abhandlung über die optischen Eigenschaften der Feldspate, doch am bekanntesten wurde seine Gemeinschaftsarbeit mit seinem Freund Auguste Michel-Lévy. Der Mineraloge Alfred Lacroix war ein Schüler und wurde sein Schwiegersohn.
Zu seinen Ehren wurde die Caldera des Vulkans Piton de la Fournaise als Enclos Fouqué benannt.

## Werke
- Santorin et ses eruptions. 1879

mit Michel-Lévy:
- Minèralogie micrographique, Roches éruptives françaises. (2 Bde., 1879)
- Synthèse des Minèrraux et des roches. (1885)